# Teurthéville-Bocage
Teurthéville-Bocage és un municipi francès situat al departament de la Manche i a la regió de Normandia. L'any 2007 tenia 579 habitants.

## Demografia

### Població
El 2007 la població de fet de Teurthéville-Bocage era de 579 persones. Hi havia 240 famílies de les quals 70 eren unipersonals (35 homes vivint sols i 35 dones vivint soles), 85 parelles sense fills, 77 parelles amb fills i 8 famílies monoparentals amb fills.
La població ha evolucionat segons el següent gràfic:
Habitants censats

### Habitatges
El 2007 hi havia 315 habitatges, 246 eren l'habitatge principal de la família, 51 eren segones residències i 18 estaven desocupats. 309 eren cases i 3 eren apartaments. Dels 246 habitatges principals, 175 estaven ocupats pels seus propietaris, 59 estaven llogats i ocupats pels llogaters i 13 estaven cedits a títol gratuït; 2 tenien una cambra, 19 en tenien dues, 42 en tenien tres, 54 en tenien quatre i 128 en tenien cinc o més. 196 habitatges disposaven pel capbaix d'una plaça de pàrquing. A 104 habitatges hi havia un automòbil i a 123 n'hi havia dos o més.

### Piràmide de població
La piràmide de població per edats i sexe el 2009 era:
| Homes | Edats   | Dones |
| ----- | ------- | ----- |
| 0     | 95 o +  | 0     |
| 4     | 90 a 94 | 0     |
| 4     | 85 a 89 | 8     |
| 0     | 80 a 84 | 4     |
| 8     | 75 a 79 | 12    |
| 16    | 70 a 74 | 16    |
| 12    | 65 a 69 | 20    |
| 24    | 60 a 64 | 24    |
| 4     | 55 a 59 | 16    |
| 28    | 50 a 54 | 12    |
| 12    | 45 a 49 | 0     |
| 32    | 40 a 44 | 20    |
| 20    | 35 a 39 | 20    |
| 24    | 30 a 34 | 24    |
| 20    | 25 a 29 | 12    |
| 8     | 20 a 24 | 4     |
| 12    | 15 a 19 | 8     |
| 20    | 10 a 14 | 20    |
| 24    | 5 a 9   | 28    |
| 20    | 0 a 4   | 16    |

## Economia
El 2007 la població en edat de treballar era de 362 persones, 259 eren actives i 103 eren inactives. De les 259 persones actives 229 estaven ocupades (130 homes i 99 dones) i 29 estaven aturades (14 homes i 15 dones). De les 103 persones inactives 62 estaven jubilades, 16 estaven estudiant i 25 estaven classificades com a «altres inactius».

### Ingressos
El 2009 a Teurthéville-Bocage hi havia 248 unitats fiscals que integraven 590,5 persones, la mediana anual d'ingressos fiscals per persona era de 15.331 €.

### Activitats econòmiques
Dels 13 establiments que hi havia el 2007, 1 era d'una empresa alimentària, 4 d'empreses de construcció, 2 d'empreses de comerç i reparació d'automòbils, 1 d'una empresa d'hostatgeria i restauració, 1 d'una empresa financera, 3 d'empreses de serveis i 1 d'una empresa classificada com a «altres activitats de serveis».
Dels 5 establiments de servei als particulars que hi havia el 2009, 1 era un taller de reparació d'automòbils i de material agrícola, 1 paleta, 1 fusteria, 1 lampisteria i 1 electricista.
L'únic establiment comercial que hi havia el 2009 era una fleca.
L'any 2000 a Teurthéville-Bocage hi havia 53 explotacions agrícoles que ocupaven un total de 1.643 hectàrees.

## Equipaments sanitaris i escolars
El 2009 hi havia una escola elemental.

## Poblacions més properes
El següent diagrama mostra les poblacions més properes.